# Huset Orléans-Bragança
Huset Orléans-Bragança er en ikke regerende brasiliansk fyrstefamilie af fransk og portugisk oprindelse.
Fyrstehuset blev grundlagt i 1864 , da Gaston, greve af Eu (1842–1922) (en sønnesøn af kong Ludvig-Filip af Frankrig (1773–1850) giftede sig med den brasilianske tronfølger, den kejserlige prinsesse Isabel af Brasilien (1846–1921), der var den ældste datter af kejser Pedro 2. af Brasilien (1825–1891).
Der er to linjer af huset Orléans-Bragança, der gør krav på den afskaffede brasilianske kejsertrone. Der er Vassouras-linjen og Petrópolis- linjen.

## Nogle medlemmer af Petrópolis linjen
- Pedro de Alcântara, fyrste af Grão-Pará (1875–1940).
- Pedro Gastão af Orléans og Bragança (1913–2007), tronprætendent 1940–2007.
- Pedro Carlos af Orléans og Bragança (født 1945), tronprætendent siden 2007.
- Maria da Glória af Orléans og Bragança (født 1946), fhv. titulær kronprinsesse af Jugoslavien (og Serbien).